# Авијатик D.VII
Авијатик D.VII је немачки ловачки авион. Први лет авиона је извршен 1918. године. 

Авион није завршио испитивања и није произвођен серијски због краја Првог светског рата.
Највећа брзина у хоризонталном лету је износила 192 km/h. Размах крила је био 9,66 метара а дужина 6,10 метара. Маса празног авиона је износила 745 килограма а нормална полетна маса 945 килограма. 

## Наоружање
Авион је био наоружан са два синхронизована митраљеза ЛМГ 08/15 Шпандау (LMG 08/15 Spandau) калибра 7,92 mm.
| Наоружање авиона: Авијатик     |      |
| Ватрено (стрељачко) наоружање  |      |
| Топ                            |      |
| Митраљез                       |      |
| Број и ознака митраљеза        | 2 х  |
| Калибар                        | 7,92 |
| Бомбардерско наоружање (бомбе) |      |
| Ракетно наоружање (ракете)     |      |

## Оперативно коришћење
Авијатик D.VII није учествовао у Првом свјетском рату јер су прототипови користили погрешан мотор. Око 50 примјерака је пронађено у хангарима послије рата.

## Земље које су користиле авион
- Немачко царство